# Sho Sato
Sho Sato (佐藤 祥 Sato Sho?), född 22 juli 1993 i Chiba prefektur, är en japansk fotbollsspelare.
Sato började sin karriär 2011 i JEF United Chiba. Efter JEF United Chiba spelade han för Blaublitz Akita, Mito HollyHock, Thespakusatsu Gunma och Tochigi SC.